# Quasi TG
Quasi TG è stato un telegiornale satirico condotto da Rocco Tanica. Il notiziario, surreale e grottesco, ironizza sul sensazionalismo giornalistico. Vede la luce nell'ottobre del 2007 e viene distribuito sia a mezzo Pay TV che come servizio VAS per i clienti Vodafone. Il 1º aprile 2009 è iniziata la sua terza stagione.

## Format dello show
Il Quasi TG, dopo una breve sigla, apre l'edizione con un breve sommario; segue il notiziario vero e proprio, intervallato dai servizi degli inviati.
In ogni edizione viene ripetuto uno sketch in cui Rocco Tanica annuncia un servizio, seguito da un improbabile video di repertorio.
La durata media di una puntata è di quattro minuti.
Come confermato dallo stesso Rocco Tanica, l'impostazione umoristica di Quasi Tg, che lo distingue da altri esempi di tg parodici, nasce dalla riproposizione, per nulla calcata ma anzi piuttosto fedele, del tono asettico degli anchorman dei tg nazionali, sempre dello stesso tono sia che trattino argomenti più o meno leggeri. Tanica annovera quindi Quasi Tg come l'evoluzione del cosiddetto TG Tanica (proposto prima in radio, poi durante la trasmissione tv Crozza, Italia) in cui proponeva montaggi audio creati cambiando collocazione alle parole pronunciate dai conduttori dei tg onde snaturarne il senso con finalità comiche. La riuscita della cosa dipendeva, per l'appunto, dalla voce degli imperturbabili giornalisti presi di mira. Tono di voce adottato sia dal conduttore Rocco Tanica, sia dagli inviati di Quasi Tg.

## Programmazione
Co-prodotto da Vodafone e YAM112003, in collaborazione con Comedy Central, Quasi TG conferma alla sua terza edizione il suo DNA multi-piattaforma. È infatti disponibile, dal lunedì al venerdì e il sabato con una puntata de “il meglio di”, su:
MOBILE - Vodafone live! con la prima messa in onda del programma a partire dalle ore 11.00, in formato PODCAST, MMS e SMS
TELEVISIONE - Comedy Central (Sky 117), alle ore 21.00 
RADIO - Radio Deejay, alle ore 21.00, con un'edizione speciale solo audio da tre minuti 
FREE PRESS - Metro, nella pagina “Lettere”, con una striscia quotidiana di pillole inedite del Quasi TG
INTERNET il sito ufficiale www.quasitg.it (non più attivo).

## Gli inviati
- Sergio Friscia (appare nei servizi legati alle disgrazie)
- Claudia Borroni[1]
- Claudia Penoni
- Debora Mancini
- Francesca Cipriani (meteo)
- Michelle Ferrari (economia)
- Lucia Migliucci
- Nicola Stravalaci
- Paolo Sesana
- Sara Valbusa
- Giorgio Verduci
- Andrea Midena
- Gloria Anselmi
- Federica Torti